# Мошано Сант'Анђело
Мошано Сант'Анђело (итал. Mosciano Sant'Angelo) је насеље у Италији у округу Терамо, региону Абруцо.
Према процени из 2011. у насељу је живело 4318 становника. Насеље се налази на надморској висини од 197 м.

## Становништво
Према резултатима пописа становништва 2011. у општини је живело 9.251 становника.
| 1931. | 1936. | 1951. | 1961. | 1971. | 1981. | 1991. | 2001. | 2011. |
| ----- | ----- | ----- | ----- | ----- | ----- | ----- | ----- | ----- |
| 7.812 | 8.264 | 8.587 | 7.394 | 7.033 | 6.927 | 7.545 | 8.313 | 9.251 |